# Carmen Hernández Jorge
Carmen Rosa Hernández Jorge (Telde, 1968) es una profesora y política española de ideología  canarista de progreso. Actualmente es diputada al Parlamento canario y Vicepresidenta primera de Nueva Canarias-Bloque canarista.

## Biografía
De padres emprendedores en el sector de la restauración, es la menor de ocho hermanos. Inició sus estudios en el IES José Arencibia Gil, del que más tarde llegó a ser miembro del equipo directivo.  Desde la infancia, sintió un gran interés por el mar, la ciencia y la docencia, lo que la llevó a licenciarse en Ciencias del Mar por la ULPGC. Es profesora titular de Educación Secundaria y Bachillerato en la especialidad de Biología y Geología desde 1996. En 2007 se afilió a Nueva Canarias.

## Trayectoria política
Fue concejala del Ayuntamiento de Telde entre los años 2007 y 2023, siendo además alcaldesa de la ciudad durante los periodos 2015-2019 y 2021-2023. Además es diputada al Parlamento de Canarias desde 2011 y en la actualidad, presidenta del grupo parlamentario Nueva Canarias. Presentó más de doscientas iniciativas en la última legislatura.